# Fortezza (Magic)
(Oracolo en-Vec)
Fortezza, (Stronghold in inglese) è un'espansione del gioco di carte collezionabili Magic: l'Adunanza, edito da Wizards of the Coast. In vendita in tutto il mondo dal 2 marzo 1998, è il secondo set di tre del blocco di Tempesta, che comprende anche Tempesta ed Esodo.

## Caratteristiche

Il simbolo dell'espansione

Fortezza è composta da 143 carte, stampate a bordo nero, così ripartite:
- per colore: 25 bianche, 25 blu, 25 nere, 25 rosse, 25 verdi, 6 multicolori, 11 incolori, 1 terra.
- per rarità: 55 comuni, 44 non comuni e 44 rare.

Il simbolo dell'espansione è un cancello, e si presenta in bianco e nero indipendente dalla rarità delle carte.
Fortezza è disponibile in bustine da 15 carte casuali e in 4 mazzi tematici precostituiti da 60 carte ciascuno:
- The Sparkler (rosso/blu)
- Migraine (nero)
- The Spikes (verde/rosso)
- Call of the Kor (nero/blu)

Fortezza fu presentata in tutto il mondo durante i tornei di prerelease il 21 febbraio 1998, in quell'occasione venne distribuita una speciale carta promozionale: il Redivivo.

### Ristampe
Nel set sono state ristampate le seguenti carte da espansioni precedenti:
- Spirito delle Nubi (dal set introduttivo Portal)
- Gigante Codardo (dal set introduttivo Portal)
- Guerriero Serpente (presente nei set introduttivi Portal, e Starter 1999 e nei set base dalla Settima Edizione, alla Nona Edizione comprese)
- Wurm Spinato (presente nei set introduttivi Portal, e Starter 2000 e nei set base dalla Settima Edizione, alla Decima Edizione comprese)
- Flutto di Marea (presente nei set introduttivi Portal, e Portal Seconda Era e nel set base Sesta Edizione)
- Monaco Venerabile (presente nei set introduttivi Portal, Starter 1999 e Starter 2000 e nei set base dalla Sesta Edizione, alla Decima Edizione comprese)

## Novità
Fortezza non propone nuove abilità ma sviluppa quelle già introdotte nel set precedente, come Riscatto e Ombra. Inoltre le meccaniche legate ai Pungiglioni vengono sviluppate rendendo molto forte questo tipo di creatura.